# El autobús (documental)
El autobús (título original: The Bus) es un documental estadounidense de 1965, dirigido y escrito por Haskell Wexler, que también se encargó de la producción y la fotografía, George Lucas fue asistente de producción, musicalizado por Richard Markowitz, como protagonista está Martin Luther King Jr.. Esta obra se estrenó el 5 de abril de 1965.

## Sinopsis
La batalla por los derechos civiles fue uno de los asuntos más relevantes de la vida en Estados Unidos en las últimas cinco décadas. En agosto de 1963, agrupaciones de toda la nación se dirigieron a Washington D. C. para hacer una manifestación muy grande. Haskell Wexler fue con la gente de San Francisco, sacando fotos y hablando con los participantes.